# الکساندر توچکین

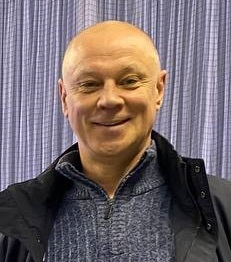
الکساندر توچکین - ۲۰۲۲

الکساندر توچکین (انگلیسی: Aleksandr Tuchkin؛ زادهٔ ۱۵ ژوئیهٔ ۱۹۶۴) بازیکن هندبال اوکراینی‌تبار اهل شوروی بود.